# Oviglio
Oviglio (J'Ovij o J'Oij in piemontese) è un comune italiano di 1 217 abitanti della provincia di Alessandria in Piemonte.

## Storia

### Fondazione di Alessandria
Oviglio fu uno degli otto insediamenti, chiamati statielli, che contribuirono alla fondazione della città di Alessandria nella seconda metà del XII secolo.
Nata la città di Alessandria essa si fondò in un primo momento dall'unione demica di Gamondium (Gamondio), Marenghum (Marengo) e Bergolium (Bergoglio). Questo si evince nel testo dei reclami contro Cremona del 1184 dell'imperatore Federico ove indica i promotori ed autori della fondazione della nuova città: "de tribus locis, Gamunde vicelicet et Meringin et Burgul". Non è descritto il nome del luogo dell'incontro, anche se pare già indicato con una certa precisione nella specificazione del sito sul Tanaro dove il trasferimento fu più breve: Bergoglio.
Ai tre luoghi citati si aggiunsero in seguito  Roboretum (Rovereto), Solerium (Solero), Forum (Villa del Foro), Vuilije (Oviglio) e Quargnentum (Quargnento). In questo le popolazioni furono supportate, economicamente, dalla "Superba" e dai comuni della Lega Lombarda in contrasto con il marchesato del Monferrato, principale alleato di Federico Barbarossa.
La data ufficiale di fondazione di Alessandria è il 3 maggio 1168, anche se in quel momento ha già raggiunto una configurazione topografica, urbanistica ed amministrativa definita. Il nome "Alessandria", confermato in seguito, sarà assunto in onore di papa Alessandro III, ampio sostenitore delle azioni della Lega Lombarda contro il Sacro Romano Impero e che aveva scomunicato Federico Barbarossa.

### Simboli
Lo stemma e il gonfalone del comune di Oviglio sono stati concessi con decreto del presidente della Repubblica del 6 dicembre 1963.

## Monumenti e luoghi d'interesse

### Castello reale di Oviglio
Castello medioevale del 1300 che sorge su un precedente edificio, un castrum con una cinta bastionata e fortificata che racchiudeva un borgo (borgo medioevale) di cui negli ovigliesi è rimasta la tradizione del nome dato al cosiddetto "borgo di dentro" ossia borgo dentro la cinta fortificata.
Di proprietà di diverse famiglie piemontesi, tra cui i Perboni e Calcamuggi, prese il nome di castello reale, in quanto acquistato dalla regina Maria Cristina, nata principessa delle Due Sicilie, vedova del re Carlo Felice di Savoia.
I conti Calcamuggi, durante il loro possesso vi profusero somme ingenti per riadattamenti e sistemazioni, per migliorare il severo aspetto dei due fianchi est e sud, per edificarvi dalle fondamenta la graziosa e artistica entrata ad est e la magnifica torre che la sovrasta, venne inoltre ricostruita l'entrata ovest, e restaurato il vasto salone padronale.
A istanza del Ministero della pubblica istruzione, il castello reale di Oviglio venne dichiarato "monumento nazionale", pregevole di arte e di storia in data 4 giugno 1908.

## Società

### Evoluzione demografica
Abitanti censiti

## Amministrazione
Di seguito è presentata una tabella relativa alle amministrazioni che si sono succedute in questo comune.
| Periodo        | Periodo        | Primo cittadino   | Partito                   | Carica  | Note   |
| -------------- | -------------- | ----------------- | ------------------------- | ------- | ------ |
| 4 luglio 1985  | 22 maggio 1990 | Antonio Ivaldi    | Democrazia Cristiana      | Sindaco | [ 10 ] |
| 22 maggio 1990 | 24 aprile 1995 | Francesco Berruti | Democrazia Cristiana      | Sindaco | [ 10 ] |
| 24 aprile 1995 | 14 giugno 1999 | Francesco Berruti | centro-sinistra           | Sindaco | [ 10 ] |
| 14 giugno 1999 | 14 giugno 2004 | Francesco Berruti | lista civica              | Sindaco | [ 10 ] |
| 14 giugno 2004 | 8 giugno 2009  | Enzo Vermiglio    | lista civica              | Sindaco | [ 10 ] |
| 8 giugno 2009  | 26 maggio 2014 | Antonio Armano    | lista civica              | Sindaco | [ 10 ] |
| 26 maggio 2014 | 27 maggio 2019 | Antonio Armano    | lista civica Il campanile | Sindaco | [ 10 ] |
| 27 maggio 2019 | 9 giugno 2024  | Antonio Armano    | lista civica Il campanile | Sindaco | [ 10 ] |
| 9 giugno 2024  | in carica      | Antonio Armano    | lista civica Il campanile | Sindaco | [ 10 ] |

### Esplicative
1. 1 2   Bilancio demografico mensile anno 2024 (dati provvisori), su demo.istat.it, ISTAT.
2. ↑   Classificazione sismica (XLS), su rischi.protezionecivile.gov.it.
3. ↑   Tabella dei gradi/giorno dei Comuni italiani raggruppati per Regione e Provincia (PDF), in Legge 26 agosto 1993, n. 412, allegato A, Agenzia nazionale per le nuove tecnologie, l'energia e lo sviluppo economico sostenibile, 1º marzo 2011,  p. 151. URL consultato il 25 aprile 2012 (archiviato dall'url originale il 1º gennaio 2017).
4. ↑  Da qui il nome in seguito assegnato alla diocesi di Alessandria: "Dioecesis Alexandrina Statiellorum". Annali di Alessandria, p. 2-1168/1
5. ↑  Il Ghilini nei suoi Annali di Alessandria, p. 2-1168/1 vuole erroneamente che la nascita della città sia avvenuta il 22 aprile 1168, e cioè lo stesso giorno della fondazione di Roma: "[...] пеl qual giorno Romolo diede principio alla fabrica della Città di Roma [...]". Il Ghilini commette più di un errore: la fondazione di Roma è ufficialmente fissata il 21 aprile, e - in realtà - il nome Cesarea venne imposto dall'imperatore nella Reconciliatio Cæsareæ del 1183 (Monumenta Germaniæ Historica, pp. 181-182), che ben presto venne abbandonato dagli stessi abitanti come un elemento estraneo alla loro coscienza ed individualità collettiva. Geo Pistarino, p. 15
6. ↑  Nei primi vent'anni della sua storia la città presenta nelle fonti quattro diverse denominazioni: Alessandria, Cesarea[5], Palea, Rovereto, oltre alla designazione generica, abbastanza frequente, di civitas nova o nova civitas, ed alla più rara designazione di urbs nova. (Geo Pistarino, p. 15).
7. ↑   Oviglio, decreto 1963-12-06 DPR, concessione di stemma e gonfalone, su dati.acs.beniculturali.it.
8. ↑   Castello Reale di Oviglio, su castellodioviglio.it (archiviato dall'url originale il 31 luglio 2012).
9. ↑  Statistiche I.Stat - ISTAT;  URL consultato in data 28-12-2012.
10. 1 2 3 4 5 6 7 8 9  http://amministratori.interno.it/

### Bibliografiche
1. ↑  Codex Statutorum, p. 439
2. ↑  Geo Pistarino, p. 14